# Saint-André-sur-Vieux-Jonc
Saint-André-sur-Vieux-Jonc es una comuna francesa del departamento de Ain, en la región de Auvernia-Ródano-Alpes.

## Demografía
| 577 | 543 | 701 | 887 | 979 | 965 | 982 | 1 121 |
| Para los censos de 1962 a 1999 la población legal corresponde a la población sin duplicidades (Fuente: INSEE [Consultar]) |     |     |     |     |     |     |       |